# فرانسيس بريسيرفد ليفنوورث
فرانسيس بريسيرفد ليفنوورث (بالإنجليزية: Francis Preserved Leavenworth)‏‏ (3 سبتمبر 1858 - 12 نوفمبر 1928) هو عالم فلك أمريكي، اكتشفت العديد من أجسام الفهرس العام الجديد مع فرانك مولر وأورموند ستون. استعملو تلسكوبًا بفتحة بزاوية 66 سم في مرصد ليندر ماكورميك في جامعة فرجينيا، شارلوتسفيل.
أصبح عضوًا في جمعية كامدن الفلكية بعد وقت قصير من تأسيسها في عام 1888. في عام 1909 انضم إلى جمعية فريدريك ليونارد لعلم الفلك العملي.